# مغاربة أوروبيون
المغاربة الأوروبيون أو المغاربة البيض هم مواطنين مغاربة الذين تعود أصولهم ونسبهم إلى دول قارة أوروبا، وأبرزها فرنسا وإسبانيا.
قبل الاستقلال، إحتضن المغرب حوالي نصف مليون أوروبي. خلال فترة الحماية الفرنسية على المغرب شكّل الأوروبيون المسيحيون ما يقرب من نصف سكان مدينة الدار البيضاء. في وقت لاحق بعد الاستقلال في عام 1956، انخفض عدد السكان الأوروبيين في المدينة بشكل كبير.
في العقود الأخيرة من القرن التاسع عشر، إستوطن في المغرب 250,000 إسباني. غادر معظم الإسبان المغرب بعد استقلاله في عام 1956، وانخفضت أعدادهم إلى حوالي 13,000 نسمة.
حاليًا يشكل المغاربة الأوروبيين أقلية صغيرة في المغرب، ونسبتهم تصل إلى حوالي 1% فقط من مجمل سكان البلاد. من الناحية الدينية، يدين معظم المغاربة الأوروبيين في الديانة المسيحية على مذهب الكنيسة الرومانية الكاثوليكية.